# Maila Barthel

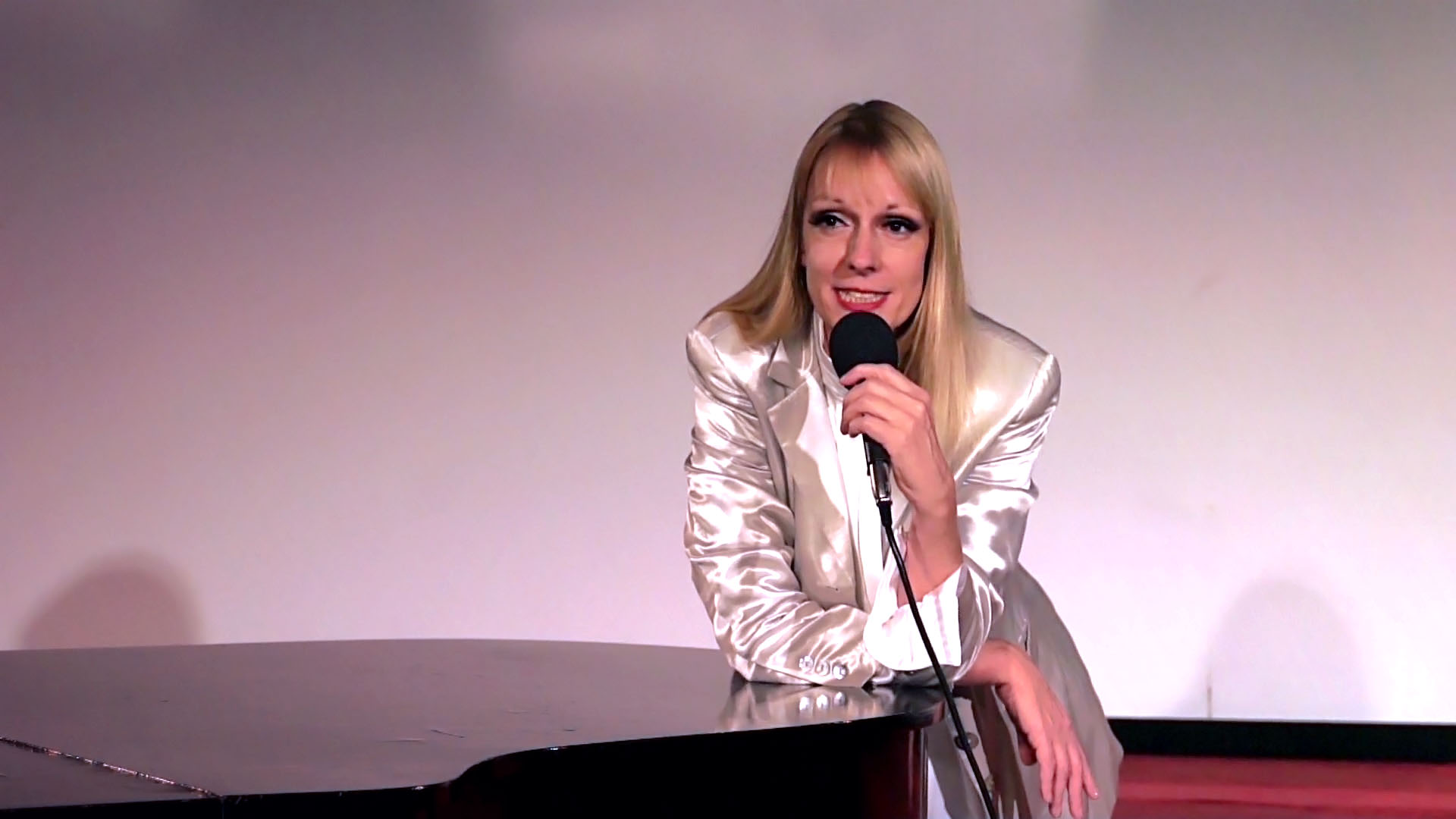
Maila Barthel

Maila Barthel (* 17. Oktober 1969 in Berlin-Wilmersdorf) ist eine deutsche Schauspielerin, Autorin und Diseuse.

## Leben
Maila Barthel ist in Berlin-Wilmersdorf geboren. Nach einem längeren Aufenthalt mit der Familie in den USA kehrte sie als Siebenjährige zurück nach Berlin. Parallel zu ihrer dreijährigen Ausbildung im ADTV – Allgemeiner Deutscher Tanzlehrerverband e. V. zur Tanzlehrerin für Gesellschaftstanz (Standard und Latein) erwarb sie einen Abschluss als staatlich geprüfte Fremdsprachen-Wirtschaftskorrespondentin und studierte dann Betriebswirtschaftslehre (BWL) mit dem Schwerpunkt Marketing. Es folgte ein längerer Aufenthalt in den USA (Boston, Miami) und anschließend Süditalien (Ischia). Nach ihrer Rückkehr nach Berlin schloss sie eine Schauspielausbildung bei Ingrid Kaehler in der Fritz-Kirchhoff-Schule ab und nahm Gesangsunterricht bei Barbara Kellerbauer, Patricia Holzmann, Gina Pietsch, Uwe Streibel, Verena Rein und Hans-Joachim Straub.

## Theater und Film
Neben zahlreichen Theaterauftritten, u. a. am Hansa-Theater (Berlin), International Theater Frankfurt, theater DIE BOTEN (Berlin), Garn-Theater, mit Rollen wie Macbeth, verschiedenen Hauptrollen in Stücken wie „Auf hoher See“ (S. Mrozek) und „Schiffbrüchige im Vergnügungspark“ (Jorge Diaz), Kikeri-Kiste (Paul Maar) u. a., spielt sie im Fernsehen, u. a. bei Berliner Union Film / ZDF / Unter Nachbarn, Filmpool Film- und Fernsehproduktion, bei Sat.1/K11 – Kommissare im Einsatz, bei RTL in K11, Unter Nachbarn, Gute Zeiten, schlechte Zeiten. Sie wirkte in verschiedenen Hochschul- und Low-Budget-Filmen mit, außerdem in Image- und Werbefilmen, z. B. für Daimler. Mit ihrer dramaturgischen Fortbildung als Autorin und Dramaturgin für Film und TV an der Master School Drehbuch / TV-Akademie Berlin entstanden mehrere veröffentlichte Theatermonologe und Kurzgeschichten sowie im Buchhandel erschienene Gedichtbände.

## Chanson
Im Jahr 2013 entstand gemeinsam mit dem Berliner Musiker und Texter Frank U. Augustin und der Kölner Filmemacherin und Dramaturgin Lih Janowitz ein neues Format des Kabarett-Konzerts „Bin ich knef?“. In Zusammenarbeit mit der Knef-Freundin Petra Roek, die die Knef-Biografie „Fragt nicht warum“ schrieb, entstand ein spannendes Programm mit tiefen Einblicken in das Leben der Hildegard Knef, in die ihre Lieder, Schlager und Chansons gefühlvoll eingebunden sind. Nachfolgend entstand „La Brel“, ein Programm mit Chansons und Balladen von Jacques Brel & Francois Villon – eine historische Zeitreise durch die wechselvolle Geschichte der beiden berühmten Barden, über fünf Jahrhunderte voneinander entfernt und doch nah verwandt. Maila Barthel fühlt sich den Künstlern, die, jeder zu seiner Zeit, mit ihren Liedern Grenzen sprengten und Furore machten, sehr verbunden. Sie interpretiert ihre Texte und Lieder auf eigene Weise und schätzt dabei besonders die Geradheit des Ausdrucks, die direkte Ansprache und die Auseinandersetzung der Dichter mit den Abgründen des Lebens, den Alters- und Todesängsten sowie den Höhen und Tiefen der Liebe. Das neueste musikalische Programm des Duos „Die Barthel & Der Augustin“ ist eine Hommage an Udo Jürgens „O Du Udo – und immer wieder geht die Sonne auf“.

## Eigene Theaterproduktionen
- „Himmel ohne Obdach“, geschrieben unter dem Pseudonym „Henriette Günther“
- „Kaufrausch“, Uraufführung bei der „Ladys Night“, Karstadt am Kudamm
- „Best-Seller I – Die unheimliche Welt des Schreibens“, Uraufführung im Garn-Theater
- „Best-Seller II – Die Entdeckung des Frohsinns in der Tiefe der Falte“, Uraufführung im Tucher-Berlin
- „Best-Seller III – Inselkoller“, gefördert durch den Kiezfonds Kolonnenstraße Berlin-Schöneberg
- „27 Schattengrenze“ im Garn-Theater, gefördert durch den Kultursenator Berlin

## Förderungen
- Kultursenator Berlin
- Kulturamt Schöneberg
- Kiezfonds Kolonnenstraße
- Kulturamt Lichtenberg
- Hermann-Sudermann-Stiftung (Stipendium)

## Gesangsprogramme
- seit 2013/14 „Bin ich knef?“ – Hommage an die Berliner Diva Hildegard Knef[3]
- seit 2014 „La Brel“ – Chansons und Balladen von Jacques Brel & Francois Villon
- seit 2015 „Tutto italiano“ – Lieder von Celentano bis Milva. Eine musikalische Reise durch den italienischen Stiefel: Von Rocco Granata, Toto Cutugno, Lucio Battisti über Georg Friedrich Händel und zurück zu Paolo Conte
- seit 2015 „FernerSchimmerHeimat: Heimat einmal anders“ – Lieder und Gedichte verschiedenster Dichter und Schriftsteller/-innen über das Thema Heimat
- seit 2016 „RotScheinBar“ – Lieder, Wissenschaft und Poesie über die Farbe Rot
- seit 2016 „Und das Meer so blau / Brecht nicht mit Brecht“ – Lieder, Gedichte, Videoprojektionen (Bertolt Brecht)
- seit 2017 „O DU UDO – und immer wieder geht die Sonne auf“ – Hommage an Udo Jürgens[4][5]

## Buchveröffentlichungen
- Schatten auf meiner Seele. Gedanken und Gedichte zum Schmerz, zum Tod, zum Menschsein. Gedichtband. Friedmann-Verlag, München 2006, ISBN 3-933431-78-6.
- Tal des Schweigens. Gedichtband. Hrsg. Förderkreis Art e. V. Art-Print-Verlag Berlin-Wien e. V., Wien/Berlin 2010, ISBN 978-3-9806038-4-3.
- Verschiedene Kurzgeschichten, Essays und Zeitungs- und Fach-Artikel unter einem Pseudonym.